# 王祖母許太夫人墓
23°29′12″N 120°29′33.3″E / 23.48667°N 120.492583°E
王祖母許太夫人墓，是位於臺灣嘉義市東區的一處塚墓。王祖母許太夫人本名許月，人稱定舍娘，是太子太保王得祿之長兄王得嘉的夫人。許太夫人原葬地已不詳，是道光十九年（1839年）時才由孫子王源懋等以及曾孫王國秉等人改卜築於姜母寮（今址），其墓後於民國七十四年（1985年）11月27日公告為市定古蹟。

## 沿革
相傳王得祿幼時好打抱不平，父母怕他惹是生非而將他關起來，兄嫂不忍而日遞三餐，並等待機會將他放出。日後父母去世，長兄與兄嫂將他扶養長大，因此王得祿對於他們相當感激，功成名就後於嘉慶十八年（1813年）上疏請求將長兄封為「振威將軍」，兄嫂則封為「一品夫人」。許太夫人生平未載於志書，不過嘉義人賴惠川於《悶紅墨屑》一書中，有詩載云：「巨眼垂青到小郎，褒封一品勢皇皇。冤家路窄逢文啟，不念夫人嫁姓王。」註解中有提到說：「王得祿嫂，人稱定舍娘，得祿少時，嫂善遇之。後封一品夫人，聲勢赫奕。凡有所事，縣令不敢過問。及王文啟宰是邑，多年積案一時掃清，夫人勢稍殺。」。
日後許太夫人逝世的原葬地不詳，是在道光十九年（1839年）才由孫子王源懋等以及曾孫王國秉等人改葬於今址。

## 格局
王祖母許太夫人墓佔地約100坪，為五步庭大墓。墓園以用三合土、蠣灰所密封的墓塚為中心，墓塚前的花崗石墓碑中央則刻有「皇清貤封一品夫人王祖母許太夫人之墓」，兩邊的碑肩則有龍紋浮雕。墓庭兩邊則由四折曲手圍繞，曲手曲折處柱頭則依序是麒麟、鷹、獅、象的雕像。墓側設有后土墳，此外尚有一對石獅、六角形望柱，而左望柱上刻「北闕高恩頌鳳誥，耀翟輝笄，洪範千秋不朽」，右邊則刻「南關勝地洽牛眠，鍾靈毓秀，燕詒百世無疆」。